# Потоп (роман Бекстера)
«Потоп» (англ. Flood) — роман «жорсткої» наукової фантастики англійського письменника Стівена Бекстера, опублікований у липні 2008 року. Він описує світ найближчого майбутнього, де глибока підводна сейсмічна активність призводить до фрагментації морського дна та відкриття глибоких підземних резервуарів води. Людська цивілізація майже зруйнована зростаючим затопленням, яке досягає гори Еверест у 2052 році. У 2009 році Стівен Бекстер випустив продовження роману під назвою «Ковчег».
У 2008 році «Ковчег» номінували на Премію Британської науково-фантастичної асоціації.

## Сюжет
Чотирьох головних героїв (колишній капітан ВПС США Лілі Брук, британський військовий офіцер Пірс Майклмас, англійська туристка Хелен Грей та вчений НАСА Гері Бойл) приватна мегакорпорація під назвою AxysCorp звільняє з п'ятирічного полону в бункері каталонських терористів-християн у Барселоні в 2016 році. AxysCorp сподівався врятувати п'ятого в'язня Джона Форешоу, але він був страчений за декілька хвилин до порятунку. Попри те, корпорація продовжує доглядати за чотирма заручниками та шукати дочку Гелен, Грейс, зачату в полоні сином короля Саудівської Аравії, який забрав її в свою сім'ю. Гелен подружилася з чиновником Міністерства закордонних справ Майклом Терлі в надії знайти свою дочку, і четверо врятованих заручників укладають договір, щоб підтримувати зв'язок.
На той час підвищення рівня моря вже поглинуло Тувалу, низинний острів на півдні Тихого океану, мешканців якого евакуювали до Нової Зеландії. Лондон і Сідней зазнають постійних повеней. Однак, коли хвиля припливу накрила Лондон і Сідней, вбивши багатьох жителі в обох містах, вчені усвідомлюють, що це не можна пояснити виключно наслідками зміни клімату. Американський океанограф Тенді Джонс розкриває справжню причину катастроф — за допомогою глибоководних дайвінг-місій до океанічних хребтів та западин з'ясовується, що морське дно фрагментоване й існує турбулентність, яку можна пояснити лише впливом величезних підземних резервуарів досі гіпотетичних, але не виявлених океанічних вод (див. нижче).
Протягом наступних трьох десятиліть океанічні води піднімаються в геометричній прогресії та затоплюють увесь світ. Головні герої борються за виживання у величезному середовищі, яке постійно змінюється. Лілі та її сестра Аманда, а також її діти Бендж та Крісті переживають затоплення та від'їзд з Лондона. Аманда та її діти оселяються в таборі для біженців у Дартмурі, але підвищення рівня води робить це лише тимчасовим перепочинком. У 2019 році цунамі знищило західні прибережні міста Сполученого Королівства, вбивши Гелен Грей та десятки тисяч інших. Водночас Нью-Йорк зруйнований штормовою хвилею, а Вашингтон, округ Колумбія, евакуюється. Протягом наступних двадцяти років Денвер, штат Колорадо, стає столицею Сполучених Штатів, які постійно зменшуються, й вони фрагментуються, оскільки окремі штати відстоюють власні потреби у виживанні.
До 2020 року значна частина східного узбережжя США стає підводною, також води поглинають Сакраменто, Каліфорнія, на західному узбережжі. Генеральний директор AxysCorp Натан Ламмоксон, людина, яка замовила порятунок головних героїв та таємний друг Лілі, має план дій на випадок виживання заможної західної меншини, який передбачає евакуацію до гірських регіонів перуанських Анд. Лілі, Аманда з дітьми та Пірс тягнуться до поселення, де Натан повідомляє, що він усвідомлює масштаби глобального потопу, який не припиниться, допоки весь суходіл на Землі не поглине вода. Оскільки Сполучені Штати занепадають, контингент біженців, до складу якого входять Гері, Тенді та Грейс, прямує на південь, щоб зустріти Лілі. Коли вони досягають «Проєктного міста» Натана в Перу, воно охоплене повстанням, яке намагається захопити контроль над колишнім елітним поселенням, що призводить до смерті Аманди, Бендж та чоловіка Крісті, Оллантая, самопроголошеного нащадка інків який очолює повстання. Гері розлучається з Лілі, коли він передає Грейс, тож вони разом з Пірсом і Крісті сідають на Натановий «Ковчег-3», океанське судно розміром з «Королеву Марію», що вирушає у плавання у 2035 році. На той час незначна частина Європи, Росії, Америки, Океанії та Африки залишається над водою.
«Ковчег-3» пливе світовим океаном у пошуках торгових партнерів і височин, незважаючи на сутички з піратами, які призводять до того, що Лілі падає за борт і залишається на підводному човні з Тенді протягом року, а решта вирушають до Тибету. Однак, коли вони прибувають, маоїстські правителі Непалу повідомляють: Тибет управляється режимом, подібним до червоних кхмерів, який практикує людське рабство та канібалізм. «Ковчег-3» повертається в море, але нікуди подітися, враховуючи, те що води зараз омивають Скелясті гори. Морське піратство поширене серед тих морських популяцій біженців, які взялися збирати сміття з посмертних решток людської цивілізації; і після візиту до прибережного Колорадо, пірати зрештою захоплюють та знищують «Ковчег-3».
До 2048 року Анди, Скелясті гори та інші місця затоплені. Тибетського режиму більше немає, Австралія, Північна Америка, Південна Америка, Африка та більша частина Азії, за винятком найвищих гір Гімалаїв, затоплені. Оскільки Лілі, Гері та Тенді пристосовуються до життя в морі; Пірс, Натан і Кірсті помирають у шаховій послідовності після затоплення «Ковчега-3».
Роман закінчується в 2052 році, коли група вцілілих спостерігає за затопленням вершини гори Еверест. Лілі вижила і дивується, як швидко встановилася нова світова рівновага на планеті, цілком вкритій водою. Нечисленні люди вижили на плотах і деяких вцілілих занедбаних колишніх кораблях. Діти плотів, вирощені на воді, починають будувати власну водну культуру. До завершення роману вимирання людства на Землі здається лише питанням часу. Однак згодом у книзі з'ясовується, що «Ковчег-3» був одним із багатьох проєктів, створених AxysCorp та декількома іншими групами. Одним з таких (Ковчег-1) був проєкт зоряного корабля, що взяв на себе уряд, який залишився у Сполучених Штатах, і розпочатий після затоплення Денвера у 2041 році. На той час Лілі вдалося взяти Грейс на борт якраз перед його запуском, при цьому Грейс не здогадуючись, була вагітна дитиною снобістського та відчуженого сина Натана, Геммонда. У 2044 році відбувається місячне затемнення, саме тоді, коли поблизу Юпітера спостерігається потужний спалах світла, і земляни розуміють, що це повинен бути сигнал від «Ковчега-1», і таким чином Грейс мусить вижити.
Коли вони готуються покинути колишнє місце гори Еверест, Лілі розуміє: вона плавала на «Ковчезі-3», а «Ковчег-1» — це зоряний корабель. Наприкінці вона запитує «Що таке „Ковчег-2“?» Питання завершує роман і створює сюжет для продовження під назвою «Ковчег», в якому воно розкривається.

## «Жорстка наукова» основа роману
У короткій післямові, Бакстер стверджує, що написав свою роботу на основі гіпотези, яка стосується існування можливих підземних океанів у мантії Землі. Інші його посилання є побіжними, хоча згадується про наявність таких величезних водойм приблизно під Пекіном. У 2014 році надглибокий алмаз, знайдений у Жуїні, штат Мату-Гросу на заході Бразилії, містив включення рингвудиту — єдиного відомого зразка природного наземного походження, — таким чином надаючи докази значної кількості води у вигляді гідроксиду в мантії Землі.